# 列雷纳
列雷纳，是西班牙埃斯特雷马杜拉巴达霍斯省的一个市镇。总面积163平方公里，2001年普查人口總數為5525人，人口密度為每平方公里34人。